# Саласпилс (станция)
Са́ласпилс (латыш. Salaspils) — железнодорожная станция, расположенная в черте города Саласпилс в Латвии. До Риги 18.3 км.

## История
Станция «Куртенгоф» была открыта одновременно с железнодорожной линией в 1861 году. В 1884 году от станции проложили подъездной путь к гипсовому карьеру и фабрике облицовочных плиток для печей. Данный путь с шириной колеи 1000 мм и протяжённостью 3,5 км просуществовал до 1965 года. В 1919 году станция получила название «Стопини», а с 1925 года стала называться «Саласпилс». В 1937 г. появился 2 километровый подъездной путь на Государственную торфяную фабрику. Ещё одно многокилометровое ответвление проложили в 1960 гг во время строительства рижской ГЭС на остров Долес. Ни один из упомянутых путей по состоянию на 2015 год не существует. Единственный действующий подъездной путь, построенный в 1964 году, ведёт к предприятию по добыче и переработке доломита «Саулкалне С».

## Станция
Станция имеет 5 линий, 3 из них электрифицированные. 1 и 2 путь предназначены преимущественно для пассажирских поездов, остальные — для грузовых. По 3-й электрифицированной линии ранее оборачивались поезда которые следовали только до Саласпилса.
Станция расположена в северной части города, рядом с Vecā Salaspils (Dienvidu iela). Рядом со станцией останавливается автобус Рига — Саласпилс (Dienvidu и Fizikas Institūts).

### Движение поездов
На станции останавливаются все электропоезда, а также дизель-поезда, курсирующие на Даугавпилс, Зилупе и Крустпилс.